# Abbe Museum
O Abbe Museum é um museu com duas localizações em Bar Harbor, Maine, na Ilha de Mount Desert . O museu é dedicado a explorar a história e a cultura dos nativos do Maine, os Wabanaki . Tem uma localização na 26 Mount Desert Street, no centro de Bar Harbor, e uma segunda localização em Sieur de Monts, no Acadia National Park . O edifício Sieur de Monts é uma estrutura arquitetônica distinta, listada no Registro Nacional de Lugares Históricos como um dos primeiros museus do estado construídos para esse propósito e como um exemplo raro no estado da arquitetura mediterrânea.
O museu era anteriormente liderado pelo CEO Cinnamon Catlin-Legutko, que tem defendido a descolonização dos museus.  Em 2020, o conselho de curadores do Abbe contratou o cidadão tribal de Passamaquoddy, Chris Newell, para liderar o museu sob a dupla função de Diretor Executivo e Parceiro Sênior das Nações Wabanaki.  

## Coleções
As coleções do museu incluem um grande número de artefatos produzidos durante os tempos pré-histórico e histórico pelos nativos americanos e pelos europeus que começaram a chegar à área no início do século XVII. Artefatos de pedra incluem pontas de projéteis (flechas e lanças); artefatos de osso incluem arpões, ganchos, pentes e uma flauta rara que pode ter até 2.000 anos de idade. Também estão incluídos um grande número de cestas e um chifre de pólvora atribuído ao chefe Penobscot Orono.  O núcleo da coleção foi feito pelo radiologista pioneiro Robert Abbe, que se aposentou em Mount Desert Island depois de ficar debilitado pelos efeitos de longo prazo da exposição à radiação. 

## Arquitetura
O edifício Sieur de Monts foi projetado por Edmund M. Gilchrist e foi concluído em 1928. Estilisticamente, possui elementos do renascimento colonial espanhol e do renascimento italiano, e possui um espaço octogonal exclusivo projetado especificamente em consulta com o Dr. Abbe para abrigar suas coleções. Acredita-se que seja o único exemplo não doméstico de arquitetura mediterrânea no estado e foi o primeiro edifício de museu construído especificamente. 